# Георадар
Георадар (енгл. GPR - Ground Penetrating Radar) је уређај који детектује присуство објеката у земљи
емитовањем радио-таласа и анализирањем повратних сигнала генерисаних рефлексијом таласа на местима на којима постоје разлике у диелектричним својствима материјала. Што је разлика у тим својствима већа на георадарском снимку региструје се већа вредност амплитуда сигнала на граничним површинама. Због тога је применом ове методе могуће детектовати објекте који су састављени од материјала чија је вредност диелектричне пропустљивости разликује од околног земљаног тла.

## Принцип рада
Георадар преноси електромагнетско зрачење преко широкопојасне антене или низа широкопојасних антена серијом кратких импулса или трансмисијом таласа који мењају своју фреквенцију за покривање жељеног опсега. Дигитални процесор сигнала на основу повратног сигнала одређује облик и позицију објекта. Резултат је визуелна слика објекта или звучни сигнал настао као позитиван резултат поређења одговарајућег облика на визуелној слици са облицима објеката (мина, код детекције мина) који се чувају у библиотеци. Од велике важности за исправно детектовање објеката у земљи је фреквенција радио-таласа која се емитује преко широкопојасних антена. Величина објеката која се може детектовати уз помоћ георадара је директно пропорционална таласној дужини радио-таласа. Са смањењем таласне дужине радио-таласа, односно повећањем његове фреквенције квалитет слике се побољшава. Са друге стране, на високим фреквенцијама дубина простирања радио-таласа у земљи се смањује. Као резултат горе наведеног, дизајнер мора направити компромис између квалитета слике и дубине пенетрације.

## Примена
Георадар има доста примена у многим пољима. У геологији се користи како би се проучила геолошка грађа полупростора, структуре хидрогеолошких издани и структура леда. Инжењерска примена подразумева недеструктивно тестирање, лоцирање закопаних структура и њихових граница, као и при проучавању тла. У екологији како би се откриле депоније и загађења у земљишту. У археологији се користи за мапирање археолошких налазишта и гробница, док се може користити и при истрази за откривање сакривених гробова и похрањеног доказног материјала. Георадар има вишеструку војну примену, при детекцији не-експлодираног материјала, откривању тунела и детекцији мина.

### Примена у археологији
Георадар спада у геофизичке методе које се примењују у археологији и користи се у оквиру теренског истраживања, односно рекогносцирања терена и то онда када није могуће уз помоћ снимања из ваздуха или других метода, утврдити положај налазишта, а главна сврха је откривање аномалија у терену које могу да потичу од људске делатности, што је корисно приликом провере детаља или тамо где би сондажна ископавања била неделотворан. Радари у археологији имају ограничену улогу, јер раде на истом принципу као сонари, али је сигнал који користе електронски. Сигнал се одашиље у земљу, одбија о евентуалну препреку и враћа у пријемник. Повратни сигнали зависе од густине и положаја онога на шта наиђу, а резултат се исцртава у виду дијаграма.

### Примена у детекцији нагазних мина
Природне препреке у земљишту као што су стене, корење биљака и подземне воде могу проузроковати појаву лажних сигнала. Такође, прекомерена влажност земље изазива знатно слабљење радио-таласа. Кох је показао да георадари имају лоше перформансе у детекцији мина у влажном земљишту на дубини већој од 4cm. Ако је георадар подешен да ради на високим фреквенцијама, додатно ограничење представља немогућност откривања малих пластичних мина на самој површини земље. Сигнал са мине ће бити маскиран сигналом који настаје као резултат разлике диелектричних својстава ваздуха и земље. Још један недостатак георадара представља компромис између квалитета слике и дубине простирања, као што је већ речено висока фреквенција обезбеђује добру резолуцију слике али малу дубину простирања. За антиперсоналне мине, центар фреквенције од 1 до 2 GHz представља добар избор за већину врста земљишта.